# Coronation Street
A Coronation Street (magyarul kb. Koronázási utca) 1960 óta futó brit televíziós szappanopera, melyet Tony Warren alkotott meg. Első epizódja 1960. december 9-én került adásba, sikere azóta is töretlen. A széria szereplői közel 6 évtized alatt cserélődtek, csak egyvalaki, a Ken Barlow-t alakító William Roach szerepel a mai napig is a szappanoperában. 
A szappanopera az évek során a brit kultúra egyik megkerülhetetlen részévé vált, Magyarországon még sosem vetítették. 

## Cselekmény
A sorozat egy Weatherfield nevű fiktív angol kisváros, azon belül is a Coronation Street nevű utca lakóinak életét mutatja be.